# Kot, Julijske Alpe
Kot je najkrajša in najstrmejša triglavska dolina v Julijskih Alpah. Po obliki in nastanku je ledeniška dolina.
Južno od doline Kot se nahaja Krma, severno pa Vrata. Iz Kota pelje tudi pot na Triglav (2864 m), ki pa jo izbere le malo pohodnikov. Po dobri gozdni cesti, ki pelje do zatrepa doline in se konča pri Lengarjevem rovtu, je dostopna z avtomobilom. Tu se začne dolg vzpon po temnem gozdu mimo studenca, koder se svet odpre in pokaže se severna stena 2532 m visoke Rjavine. 
Pot pripelje do doma Valentina Staniča (2332 m), ki je odprt od konca junija do konca septembra. Od njega se lahko povzpnemo na številne sosednje vrhove. Do Triglavskega doma na Kredarici (2515 m) je še dobro uro hoda.

## Izhodišče za vzpone
Iz kota se da priti na številne gore, na katere vodijo samo označeni in zavarovani pristopi. Največkrat se ljudje iz Kota povzpnejo na Vrbanovi špici (2296 m in 2405 m), Rjavino (2532 m) in Triglav (2864 m).
| Gora                                                         | Čas vzpona | Višinska razlika | Težavnost                |
| ------------------------------------------------------------ | ---------- | ---------------- | ------------------------ |
| Triglav, 2864 m (mimo Staniča, 2332 m, in Kredarice, 2515 m) | 6h         | 1900 m           | Zelo zahtevna, označena  |
| Rjavina, 2532 m (iz Pekla, 2098 m)                           | 5h         | 1600 m           | Zelo zahtevna, označena  |
| Rjavina, 2532 m (mimo Doma Valentina Staniča, 2332 m)        | 6h         | 1600 m           | Zahtevna, označena       |
| Spodnja Vrbanova špica, 2296 m (pot Lojzeta Rerkarja)        | 4h         | 1400 m           | Zelo zahtevna, označena  |
| Visoka Vrbanova špica, 2405 m (pot Lojzeta Rekarja)          | 5h 10      | 1500 m           | Zelo zahtevna, označena  |
| Cmir (2391 m)                                                | 6h         | 1500 m           | Zahtevna, označena       |
| Begunjski vrh, 2460 m (mimo Doma Valentina Staniča, 2332 m)  | 4h 30      | 1500 m           | Delno zahtevna, označena |